# 常平乡
常平乡，是中华人民共和国河南省焦作市沁阳市下辖的一个乡镇级行政单位。

## 行政区划
常平乡下辖以下地区：
常平村、窑头村、煤窑庄村、杨河村、张老湾村、老马岭村、簸箕掌村、山路平村、前和湾村、后和湾村、九渡村和杨庄河村。

## 中国传统村落
2013年8月，九渡村被评为第二批中国传统村落。